# Gerhard Bundschuh
Gerhard Paul Bundschuh (* 1933 in Hennickendorf) ist ein deutscher Arzt, Hochschullehrer und Autor.

## Leben
Bundschuh absolvierte nach Abschluss der dörflichen Volksschule seines Geburtsortes eine Lehre zum Werkzeugmacher, erwarb danach an der ABF Berlin das Abitur und studierte anschließend Medizin an der Humboldt-Universität.
Am Institut für gerichtliche Medizin der Charité begann er 1960 seine Ausbildung zum Facharzt für Gerichtliche Medizin. Im selben Jahr wurde er zum Dr. med. promoviert und sechs Jahre später am gleichen Institut habilitiert. Von 1968 bis 1972 war er als wissenschaftlicher Berater beim Aufbau eines immunologischen Institutes im Hospital Nacional der Universität Havanna tätig. Nach der Rückkehr entstand unter seiner Leitung die Abteilung für klinische und experimentelle Immunologie an der Charité, aus der das heutige Institut für Medizinische Immunologie (IMI) mit heute über 100 Mitarbeitern hervorgegangen ist und durch einen seiner früheren Doktoranden geleitet wird. Die Vergabe einer Universitätsprofessur erfolgte 1994. Bis zum Eintritt in den Ruhestand 1998 veröffentlichte er zwölf wissenschaftliche Buchtitel und über 100 Fachpublikationen. Darin beschrieben sind einige von ihm entdeckte Serumproteinkomponenten sowie die immunsuppressiv wirkenden Plasma-Mikronen, erforderlich für den Reproduktionsprozess und vorkommend in Ejakulaten, dem Follikelinhalt und anderen Körperflüssigkeiten sowie freigesetzt aus Tumorzellen.

## Werke (Auswahl)
- Klage und Urteil. Zur Biologie des Verbrechens. Ein Spiegelbild von Fehlverhalten in Medizin und Justiz sowie durch religiös-kulturelle Einflüsse im vorwiegend deutschen Sprachraum. Ein interdisziplinäres, wissenschaftlich-dokumentarisches Sachbuch. Sich, ISBN 978-3-942503-28-0.
- Der nicht indizierte Beschneidungskult. Anmerkungen aus arztethischer und rechtsmedizinisch-gutachterlicher Sicht. Klotz, Magdeburg 2012, ISBN 978-3-88074-392-2.
- Koitus und Krebs. Die Wirkung von Plasma-Mikronen zur Antigenduldung in der Schwangerschaft bei Krebs, Allergie und AIDS. Ein medizinisch-dokumentarisches Sachbuch. Fischerinsel, Hennickendorf 2013, ISBN 978-3-00-042749-7.
- Tod in den Flammen. Spektakuläre Fehlurteile. Das Neue Berlin, Berlin 2014, ISBN 978-3-360-02184-7.